# Constantin Rauțchi
Constantin Rauțchi (n. 22 mai 1934, Cazaci, Basarabia – d. 17 noiembrie 1984, București) a fost un actor român de teatru și film, de o deosebită expresivitate.

## Biografie
A studiat la Liceul industrial „Polizu” și la Institutul de Artă Teatrală și Cinematografică din București. În anul 1956, împreună cu Amza Pellea și Dinu Cernescu, a fost arestat de autoritățile comuniste, fiind totuși, cu toții, eliberați după scurt timp.
Debutează la Teatrul Național din Craiova, făcând parte din generația de aur a teatrului românesc, promoția 1956. A interpretat următoarele roluri: Bartolo în Bărbierul din Sevilla de Pierre Beaumarchais, valetul Lane din Bunbury sau Ce înseamnă să fii onest de Oscar Wilde, Pleșoianu din Ultima generație de Vasile Nițulescu, marinarul răgușit din Tragedia optimistă a lui Vsevolod Vișnevski, Fortunato din Gâlcevile din Chioggia de Carlo Goldoni și actorul din Hamlet de William Shakespeare. Criticii de teatru au scris la acea vreme că Rauțchi „face parte din familia unui Morțun și Iancu Brezeanu”.
Își continuă cariera teatrală la Teatrul Național din București, unde este coleg și prieten cu Gheorghe Cozorici. Printre rolurile sale memorabile sunt Azdak din Cercul de cretă caucazian de Bertold Brecht, Șbilț în Patima roșie de Mihail Sorbul, negrul din Oameni și șoareci după John Steinbeck (regia: Alexandru Finți), bufonul din Regele Lear de  William Shakespeare (regia: Radu Penciulescu) sau Hagi Tudose din piesa omonimă a lui Barbu Delavrancea. A mai jucat, alături de Ileana Predescu, în piesa Scaunele de Eugen Ionescu.
A avut un rol principal în ecranizarea pentru teatru TV a romanului Oameni sărmani de Fiodor Dostoievski, având ca parteneră de scenă pe Leopoldina Bălănuță. Rolurile din film au fost secundare, dar Rauțchi le-a transformat, potrivit criticului Victor Parhon, în „mici bijuterii, căpătând, prin forța expresivității sale, nu o pregnanță deosebită, ci una de neuitat”.
Pictorul Constantin Piliuță i-a făcut un portret.
Constantin Rauțchi era un om tăcut și însingurat, „de o mare generozitate și delicatețe sufletească”, dedicat până la epuizare teatrului. Munca sa l-a istovit prematur, iar actorul a decedat la 17 noiembrie 1984, la vârsta de numai 50 de ani.

## Filmografie
- Alo?... Ați greșit numărul! (1958)
- Bădăranii (1960) - slujitor
- Celebrul 702 (1962)
- Lupeni 29 (1962)
- Liniște (1963)
- Camera albă (1964)
- Străinul (1964)
- Titanic-Vals (1965) - un funcționar la primărie
- Neamul Șoimăreștilor (1965) - Ilun, omul de încredere al lui Temir Bey
- Răscoala (1966)
- Vremea zăpezilor (1966)
- Maiorul și moartea (1967)
- Zile de vară (1968)
- Oameni sărmani (film TV, 1969) - Makar Alekseievici
- Brigada Diverse intră în acțiune (1970) - borfașul Dumitru Procop
- Ítélet (1970)
- Ciprian Porumbescu (1973) - pușcăriașul din celula lui Ciprian Porumbescu
- Aventurile lui Babușcă (1973)
- Dincolo de nisipuri (1974) - lemnarul Petre Dună
- Lockruf des Goldes (miniserial TV, 1975) - Caribou-Charly
- Muntele ascuns (1975)
- Cantemir (1975)
- Mușchetarul român (1975)
- Mastodontul (1975)
- Prin cenușa imperiului (1976) - prizonier român
- Osînda (1976) - găzarul Iordan
- Roșcovanul (1976) - gardianul de la casa de corecție
- Serenadă pentru etajul XII (1976)
- Dincolo de orizont (1978)
- Drumuri în cumpănă (1979)
- Clipa (1979)
- Capcana mercenarilor (1981) - mercenarul fără dinți
- Întoarce-te și mai privește o dată (1981)
- Cucerirea Angliei (1982)
- Căutătorii de aur (1984)